# فيكتور جولز
فيكتور جولز (بالبرتغالية: Victor Golas) (27 ديسمبر 1990 بأرابونغاس في البرازيل - ) هو لاعب كرة قدم برازيلي في مركز حراسة المرمى . لعب مع ريال سبورت كلوب وسبورتينغ لشبونة ب وسبورتينغ لشبونة ونادي بوافيشتا ونادي بوتيف بلوفديف ونادي الخليج ونادي بينفايل وS.C. Braga B ‏.

## روابط خارجية
فيكتور جولز على موقع قاعدة بيانات كرة القدم.إي يو (الإنجليزية)
- فيكتور جولز على موقع Soccerway.com (الإنجليزية)
- فيكتور جولز على موقع عالم كرة القدم.نت (الإنجليزية)
- فيكتور جولز على موقع AS.com (الإسبانية)